# Dömmasskäret
För andra betydelser, se Dömmaskäret.
Dömmasskäret med Likörsgrundet och Grankubban i söder är en ö i Finland. Den ligger i Bottenviken och i kommunen Larsmo i den ekonomiska regionen  Jakobstadsregionen i landskapet Österbotten, i den nordvästra delen av landet. Ön ligger omkring 96 kilometer nordöst om Vasa och omkring 420 kilometer norr om Helsingfors.
Öns area är 48,6 hektar och dess största längd är 1,4 kilometer i nord-sydlig riktning. I omgivningarna runt Dömmasskäret växer i huvudsak blandskog.

## Klimat
Inlandsklimat råder i trakten. Årsmedeltemperaturen i trakten är 1 °C. Den varmaste månaden är juli, då medeltemperaturen är 17 °C, och den kallaste är januari, med −14 °C.